# Río Corrente Grande
El río Corrente Grande es un curso de agua del estado de Minas Gerais que nace en el municipio de Sabinópolis y recorre cerca de 200 kilómetros hasta desembocar en la margen izquierda del Río Doce, a la altura de la fábrica hidroeléctrica de Baguari. Por cortar regiones intensamente devastadas de biomasa de la zona conocida como Mata atlántica, su cuenca sufre de graves estiajes e incendios, aumentados por la desprotección de sus acuíferos.
A pesar de todo, el río posee un tramo de márgenes y reservas forestales protegidas gracias al Parque estatal del río Corrente, localizado en Açucena, con un área total de 5.065 hectáreas de bosque protegidas. En su curso, en el municipio de Virginópolis, está siendo construida una PCH denominada Fortuna II, con una capacidad generadora de 9MW.